# Jessica Degenhardt
Jessica Degenhardt (n. 21 aprilie 2002, Dresda, Germania) este o sportivă ce a reprezentat Germania. A participat la competiții asociate Jocurilor Olimpice în care a câștigat o medalie de aur și o medalie de argint.